# Międzynarodowa Unia Humanistyczna i Etyczna

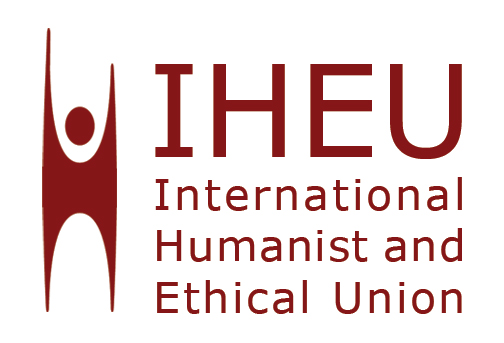
Logo IHEU

Międzynarodowa Unia Humanistyczna i Etyczna (The International Humanist and Ethical Union) – organizacja powstała w 1952 roku. Jej centrala mieści się w  Londynie w Wielkiej Brytanii.
Długofalowymi celami IHEU jest promocja: humanizmu i niereligijnej postawy życiowej na całym świecie; samoświadomości humanizmu, w tym nazwy i symbolu humanizmu; Uniwersalnej Deklaracji Wartości jako karty moralnej świata; humanistycznych poglądów w organizacjach międzynarodowych i społeczności międzynarodowej oraz wzmacnianie organizacyjne humanizmu w każdej części świata i budowa silnej i efektywnej globalnej organizacji.
Działania IHEU obejmują m.in. organizowanie kongresów międzynarodowych; wspieranie grup humanistycznych w krajach rozwijających się; udział w międzynarodowych i regionalnych organizacjach celem prezentacji poglądów humanistycznych; określenie polityki działań ruchu; zbieranie funduszy na działalność humanistyczną.
Unia wydaje kwartalnik – Międzynarodowe Wiadomości Humanistyczne (International Humanist News) – którego podstawowym celem jest informacja o najważniejszych wydarzeniach w światowym ruchu humanistycznym oraz spojrzenie z punktu widzenia humanistów na to co się dzieje na arenie międzynarodowej. 
W Polsce organizacją zrzeszoną z IHEU jest Polskie Stowarzyszenie Wolnomyślicieli im. Kazimierza Łyszczyńskiego.